# دافيدي مورو
دافيدي مورو (بالإيطالية: Davide Moro)‏ (مواليد 2 يناير 1982 في تارانتو - إيطاليا) لاعب كرة قدم إيطالي يلعب حاليا لصالح نادي الدرجة الأولى ليفورنو الإيطالي منذ 2009 في مركز الوسط المحوري .

## روابط خارجية
- دافيدي مورو على موقع قاعدة بيانات كرة القدم.إي يو (الإنجليزية)
- دافيدي مورو على موقع Soccerway.com (الإنجليزية)
- دافيدي مورو على موقع عالم كرة القدم.نت (الإنجليزية)
- دافيدي مورو على موقع كووورة
- دافيدي مورو على موقع AS.com (الإسبانية)